# Mormodes rodriguesiana
Mormodes rodriguesiana là một loài thực vật có hoa trong họ Lan. Loài này được Salazar mô tả khoa học đầu tiên năm 1992.